# Karl von Byla

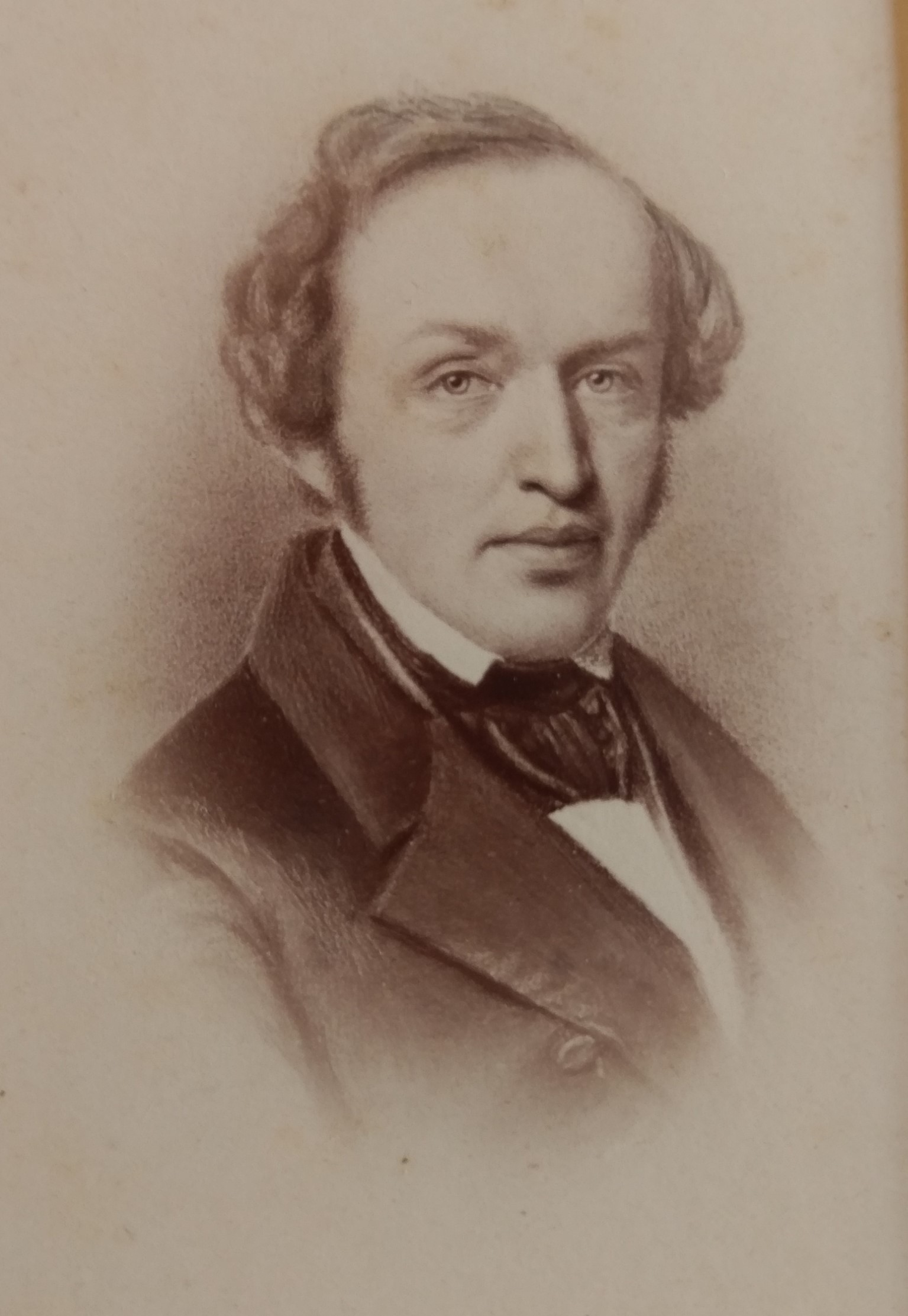
Karl von Byla

Karl von Byla (* 28. Mai 1806 in Neiße als Carl Friedrich Ferdinand Joseph von Byla; † 9. Oktober 1852 in Nordhausen) war ein deutscher Verwaltungsjurist. 
Er stammt aus dem Thüringer Uradelsgeschlecht derer von Byla und war der einzige Sohn des preußischen Hauptmanns Carl Friedrich Albrecht von Byla auf Wolkramshausen (* 14. April 1764; † 16. November 1805) und dessen Ehefrau Marianna Amalie Frederike von Strantz (* 13. Juni 1776; † 1857).
Seine Schulausbildung absolvierte von Byla an der Erziehungsanstalt in Schnepfenthal, welche 1784 von Christian Gotthilf Salzmann gegründet wurde. Von 1834 bis 1852 war er Landrat des preußischen Kreises Nordhausen im Regierungsbezirk Erfurt der Provinz Sachsen. 1838 wurde er mit vielen Anverwandten als Berechtigter an einem Konkurs deines Grafen Mansfeld benannt. Am 15. Oktober 1840 war der Landrat beim Huldigungsfest für den König Friedrich Wilhelm IV. in Berlin anwesend. Gleichwohl setzte er sich aktiv für die regionale Kleinstunternehmern ein, insbesondere den Webern.

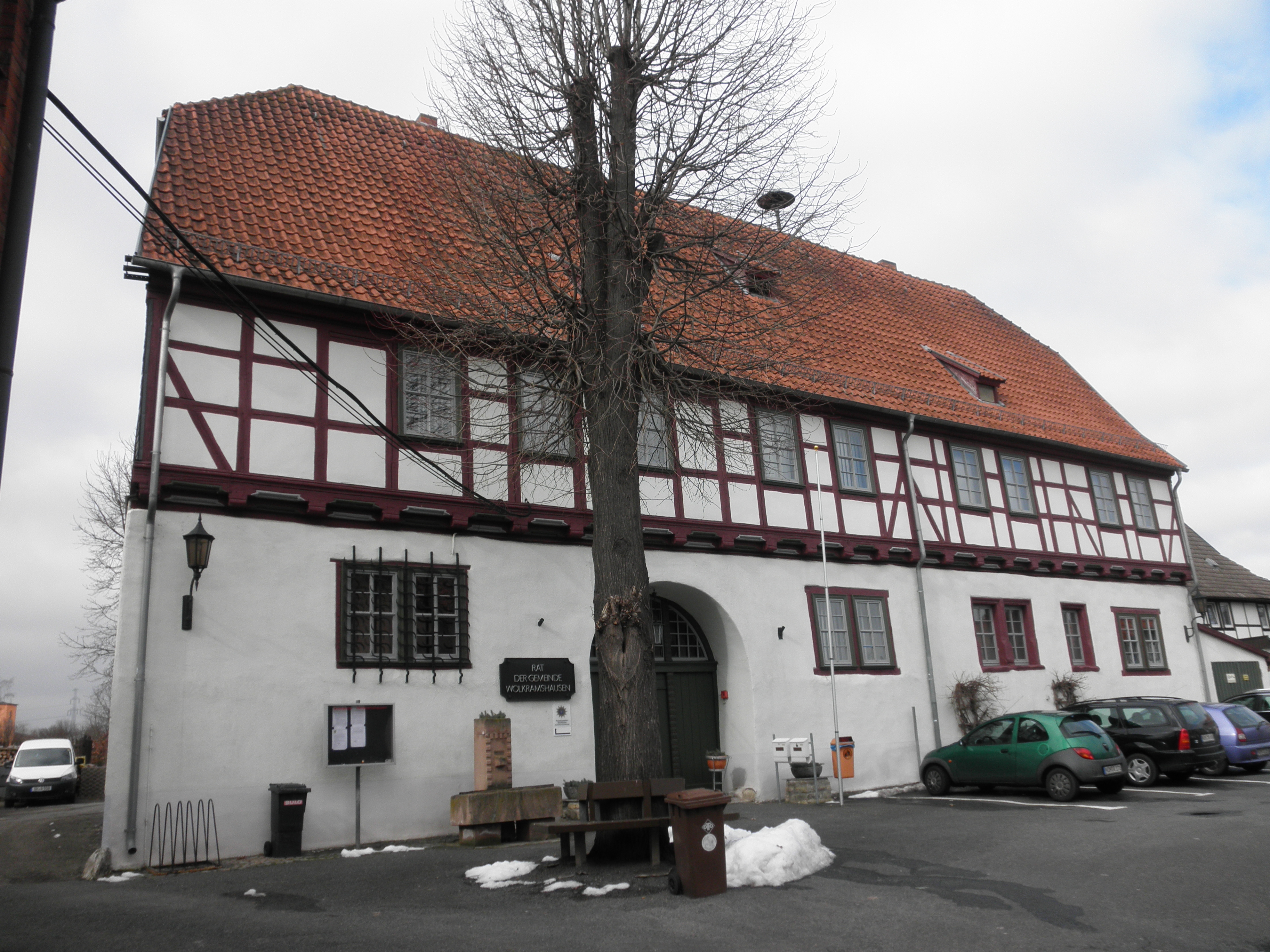
Gemeindeamt Wolkramshausen, ehemaliges Rittergut der Familie von Byla, später von Burkersroda

Karl erbte u. a. eines der vier in Wolkramshausen bestehenden Rittergüter. Am 12. Juni 1834 heiratete er in Berlin Antonie von Wilcke (1810–1898), Tochter der Eleonore von Barnekow und des preuß. Stabskapitän Theodor Ludwig Wilhelm Karl von Wilcke, der 1812 auf dem Marsche nach Rußland verstarb. Das Paar Antonie und Karl von Byla hatte die Tochter Antonie (* 19. April 1835; † 23. Februar 1882), diese heiratete am 20. November 1855 den Oberförster Hans Wilhelm von Burkersroda (* 18. Januar 1824; † 18. Juli 1899).